# Temporada 1908-1909 del FC Barcelona
La temporada 1908-09 va ser la 10a de la història del FC Barcelona. El club comença la temporada plantejant-se la dissolució, però el fundador, Joan Gamper, s'hi nega i assumeix per primer cop la presidència. Al final, el Barça estrenarà el camp del carrer Indústria i guanyarà el Campionat de Catalunya. També serà semifinalista del Campionat d'Espanya.

## Fets destacats
Una de les temporades més critiques de la seva història. L'amenaça de la desaparició pesa com una llosa, el club es veu incapaç de subsistir amb tan sols 38 socis, però Joan Gamper dona el cop de timó i en una reunió al Gimnàs Solé diu: “el Barcelona no pot ni ha de morir, si no hi ha ningú que ho intenti, jo sol assumiré la responsabilitat”. Jugadors i socis es van oferir per ajudar-lo i per primera vegada es va convertir en president de club. Gamper es va moure per tot arreu reunint nous socis.
El 24 de març es va inaugurar un nou camp del carrer Indústria conegut com l'Escopidora amb capacitat per 6000 persones. Amb la conquesta del Campionat de Catalunya i diversos triomfs en altres tornejos, el Barça aixeca el cap i tanca la temporada amb bones perspectives.
Després de tres temporades sense èxits, el Barcelona guanya el Campionat de Catalunya sense perdre cap partit. Es decideix tornar al Campionat d'Espanya a Madrid, però es perd el primer partit de semifinals amb l'Español de Madrid (2-3).

### 1908
- 2 desembre: Històrica Assemblea Extraordinària de socis (el club en té només 38) al Gimnàs Solé. Vicenç Reig, el president, planteja la dissolució del club i dimiteix. Hans Gamper pren la paraula, anima els presents a continuar i decideix posar-se novament al front del club.

### 1909
- 14 març: S'inaugura el Camp del carrer Indústria (conegut popularment com L'Escopidora) amb el partit del Campionat de Catalunya entre el Barça i el Català, que acaba sense gols (0-0).

## Plantilla
Font:
| N.            | Pos. | Nac. | Jugador               | Total | Total | C. Catalunya | C. Catalunya | C. Espanya | C. Espanya | Amistosos | Amistosos |
| N.            | Pos. | Nac. | Jugador               | PJ    | Gols  | PJ           | Gols         | PJ         | Gols       | PJ        | Gols      |
| ------------- | ---- | --- | --------------------- | ----- | ----- | ------------ | ------------ | ---------- | ---------- | --------- | --------- |
| —             | POR  | [[Fitxer:Flag of Catalonia.svg\|23x15px\|border \|alt=Catalunya\|link=Selecció de futbol de Catalunya\|{{#if:\|]]                              | Romà Solà             | 24    | -8    | 6            | -5           | 1          | -3         | 17        | -         |
| —             | DEF  | [[Fitxer:Flag of Catalonia.svg\|23x15px\|border \|alt=Catalunya\|link=Selecció de futbol de Catalunya\|{{#if:\|]]                              | Francesc Bru          | 25    | 1     | 7            | 1            | 1          | 0          | 17        | 0         |
| —             | DEF  | [[Fitxer:Flag of England.svg\|23x15px\|border \|alt=Anglaterra\|link=Selecció de futbol d'Anglaterra\|{{#if:\|]]                               | Junior Morris         | 18    | 0     | 6            | 0            | 1          | 0          | 11        | 0         |
| —             | DEF  | [[Fitxer:Flag of Catalonia.svg\|23x15px\|border \|alt=Catalunya\|link=Selecció de futbol de Catalunya\|{{#if:\|]]                              | Francesc Sanz         | 7     | 0     | 1            | 0            | 0          | 0          | 6         | 0         |
| —             | DEF  | [[Fitxer:Flag of Catalonia.svg\|23x15px\|border \|alt=Catalunya\|link=Selecció de futbol de Catalunya\|{{#if:\|]]                              | Albert Almasqué       | 1     | 0     | 1            | 0            | 0          | 0          | 0         | 0         |
| —             | MIG  | [[Fitxer:Flag of the Valencian Community (2x3).svg\|23x15px\|border \|alt=País Valencià\|link=Selecció de futbol del País Valencià\|{{#if:\|]] | Josep Quirante        | 16    | 8     | 7            | 3            | 1          | 0          | 8         | 5         |
| —             | MIG  | [[Fitxer:Flag of Catalonia.svg\|23x15px\|border \|alt=Catalunya\|link=Selecció de futbol de Catalunya\|{{#if:\|]]                              | Joan Grau             | 16    | 0     | 6            | 0            | 0          | 0          | 10        | 0         |
| —             | MIG  | [[Fitxer:Flag of Switzerland.svg\|23x16px\|border \|alt=Suïssa\|link=Selecció de futbol de Suïssa\|{{#if:\|]]                                  | Ernst Alfred Thalmann | 15    | 0     | 5            | 0            | 0          | 0          | 10        | 0         |
| —             | MIG  | [[Fitxer:Flag of the German Empire.svg\|23x15px\|border \|alt=Imperi Alemany\|link=Selecció de futbol d'Alemanya\|{{#if:\|]]                   | Julius Müller         | 10    | 0     | 5            | 0            | 0          | 0          | 5         | 0         |
| —             | MIG  | [[Fitxer:Flag of France (1794–1815, 1830–1974).svg\|23x15px\|border \|alt=França\|link=Selecció de futbol de França\|{{#if:\|]]                | Henry Normand         | 2     | 0     | 0            | 0            | 1          | 0          | 1         | 0         |
| —             | DAV  | [[Fitxer:Flag of Catalonia.svg\|23x15px\|border \|alt=Catalunya\|link=Selecció de futbol de Catalunya\|{{#if:\|]]                              | Romà Forns            | 25    | 8     | 7            | 4            | 1          | 1          | 17        | 3         |
| —             | DAV  | [[Fitxer:Flag of Catalonia.svg\|23x15px\|border \|alt=Catalunya\|link=Selecció de futbol de Catalunya\|{{#if:\|]]                              | Enric Peris           | 25    | 2     | 7            | 2            | 1          | 0          | 17        | 0         |
| —             | DAV  | [[Fitxer:Flag of England.svg\|23x15px\|border \|alt=Anglaterra\|link=Selecció de futbol d'Anglaterra\|{{#if:\|]]                               | Charles Wallace       | 15    | 13    | 7            | 5            | 1          | 1          | 7         | 7         |
| —             | DAV  | [[Fitxer:Flag of Scotland.svg\|23x15px\|border \|alt=Escòcia\|link=Selecció de futbol d'Escòcia\|{{#if:\|]]                                    | William White         | 12    | 3     | 6            | 1            | 0          | 0          | 6         | 2         |
| —             | DAV  | [[Fitxer:Flag of Catalonia.svg\|23x15px\|border \|alt=Catalunya\|link=Selecció de futbol de Catalunya\|{{#if:\|]]                              | Miquel Puig           | 6     | 0     | 4            | 0            | 0          | 0          | 2         | 0         |
| —             | DAV  | [[Fitxer:Flag of the German Empire.svg\|23x15px\|border \|alt=Imperi Alemany\|link=Selecció de futbol d'Alemanya\|{{#if:\|]]                   | Udo Steinberg         | 7     | 0     | 1            | -2           | 0          | 0          | 6         | 2         |
| —             | DAV  | [[Fitxer:Flag of Catalonia.svg\|23x15px\|border \|alt=Catalunya\|link=Selecció de futbol de Catalunya\|{{#if:\|]]                              | Arseni Comamala       | 13    | 0     | 0            | 0            | 1          | 0          | 12        | 0         |
| —             | DAV  | [[Fitxer:Flag of Switzerland.svg\|23x16px\|border \|alt=Suïssa\|link=Selecció de futbol de Suïssa\|{{#if:\|]]                                  | E. Büchlein           | 8     | 2     | 0            | 0            | 1          | 0          | 7         | 2         |
| —             | DAV  | [[Fitxer:Flag of Catalonia.svg\|23x15px\|border \|alt=Catalunya\|link=Selecció de futbol de Catalunya\|{{#if:\|]]                              | Carlos Comamala       | 15    | 23    | 0            | 0            | 1          | 0          | 14        | 23        |
| Equip reserva |      | |                       |       |       |              |              |            |            |           |           |
| —             | DEF  | [[Fitxer:Flag of Catalonia.svg\|23x15px\|border \|alt=Catalunya\|link=Selecció de futbol de Catalunya\|{{#if:\|]]                              | Duran                 | 1     | 0     | 0            | 0            | 0          | 0          | 1         | 0         |
| —             | MIG  | [[Fitxer:Flag of Catalonia.svg\|23x15px\|border \|alt=Catalunya\|link=Selecció de futbol de Catalunya\|{{#if:\|]]                              | Alfons Almasqué       | 1     | 0     | 0            | 0            | 0          | 0          | 1         | 0         |

1. ↑  Va jugar com a porter el partit Barcelona-Català del 14/03/1909.
2. ↑  També apareix a la premsa com a "Haeck". Era campió de tennis.
3. ↑  S'inclouen els jugadors del club que no van disputar parits oficials durant la temporada.

## Competicions
| Competició   | Pos. | PJ | PG | PE | PP | GF | GC | Campió        |
| ------------ | ---- | -- | -- | -- | -- | -- | -- | ------------- |
| C. Catalunya | 1r   | 7  | 4  | 3  | 0  | 16 | 7  | FC Barcelona  |
| C. Espanya   | SF   | 1  | 0  | 0  | 1  | 2  | 3  | Club Ciclista |

## Resultats

### Amistosos
| 1 octubre 1908 | FC Espanya | Empat inauguració camp | FC Barcelona | Barcelona |  |
|                |            |                        |              | Espanya · |  |

| 11 octubre 1908 | FC Barcelona        | 3 - 2 | FC Espanya | Barcelona           |  |
|                 | Steinberg · Wallace |       |            | Muntaner · Marial · |  |

| 3 gener 1909 | FC Barcelona | 0 - 3 | Stade Helvetique Marsella | Barcelona                              |  |
|              |              |       |                           | Muntaner · 4000 espectadors · Morris · |  |

| 6 maig 1909 | FC Espanya | 0 - 6 | FC Barcelona                      | Barcelona             |  |
|             |            |       | C.Comamala · Quirante · С.Wallace | Espanya · Dagollada · |  |

| 14 maig 1909 | Galeno | 2 - 2 | FC Barcelona | Barcelona |  |
|              |        |       |              |           |  |

| 30 maig 1909 | FC Barcelona | 3 - 0 | Stade Toulosin | Barcelona            |  |
|              | C.Comamala   |       |                | Industria · Morris · |  |

| 31 maig 1909 | FC Barcelona | 1 - 1 | Stade Toulosin | Barcelona            |  |
|              | Quirante     |       |                | Industria · Morris · |  |

| 7 abril 1909                   | FC Barcelona          | 2 - 1 | Athletic Club | Madrid                          |  |
| consolació Campionat d'Espanya | Wallace · C. Comamala |       | Gol           | Campo de O'Donell · Berraondo · |  |

### Torneig Català de futbol
Torneig disputat en un dia. Només van jugar set futbolistes per equip.
| 23 maig 1909 | FC Barcelona | 1 - 0 | Català FC | Barcelona               |  |
|              | C.Comamala   |       |           | Universitari · Lioret · |  |

| 23 maig 1909 | FC Barcelona       | 2 - 0 | CD Espanyol | Barcelona              |  |
|              | Forns · C.Comamala |       |             | Universitari · Cabot · |  |

| 23 maig 1909 | Universitari | 0 - 2 | FC Barcelona | Barcelona               |  |
| Final        |              |       | C.Comamala   | Universitari · Lloret · |  |

### Copa Sabadell
| 6 desembre 1908 | Sabadell | 0 - 5 | FC Barcelona                | Barcelona           |  |
|                 |          |       | White · Steinberg · Wallace | Sabadell · Berdie · |  |

### Concurs RCD Espanyol
| 6 juny 1909 | FC Barcelona          | 5 - 0 | FC Central | Barcelona          |  |
|             | Quirante · C.Comamala |       |            | Espanyol · Vinas · |  |

| 13 juny 1909 | FC Barcelona       | 4 - 1 | Català FC | Barcelona                |  |
|              | C.Comamala · Forns |       |           | Espanyol · Matarrodona · |  |

| 20 juny 1909 | CD Espanyol | 1 - 1 | FC Barcelona | Barcelona          |  |
| Final        |             |       | Withe        | Espanyol · Balat · |  |

1. ↑  El Barcelona es retira poc abans del descans.

### Exposició de València
| 27 juny 1909 | FC Barcelona          | 3 - 2 | CD Espanyol | València |  |
|              | C.Comamala · Buchlein |       |             | Reberg · |  |

| 29 i 30 juny 1909 | FC Barcelona          | 2 - 1 | Sociedad Gimnástica Española | València |  |
|                   | C.Comamala · Buchlein |       |                              | Marti ·  |  |

| 1 juliol 1909 | València CF | 0 - 4 | FC Barcelona       | València |  |
| Final         |             |       | C.Comamala · Forns | Sanz ·   |  |

1. ↑  El partit no va acabar el dia 29 i va continuar el 30.

### Campionat de Catalunya
| Pos | Equip            | PJ | PG | PE | PP | GF | GC | DG | Pts | Classificació |
| --- | ---------------- | -- | -- | -- | -- | -- | -- | -- | --- | ------------- |
| 1   | FC Barcelona (C) | 8  | 5  | 3  | 0  | 16 | 7  | +9 | 13  | Campió        |
| 2   | FC Espanya       | 8  | 3  | 2  | 3  | 13 | 10 | +3 | 8   |               |
| 3   | CD Espanyol      | 8  | 4  | 0  | 4  | 13 | 11 | +2 | 8   |               |

| 24 gener 1909 | X SC | 0 - 1 | FC Barcelona | Barcelona                            |  |
| Jornada 2     |      |       | Forns        | Camp del carrer Marina · Degollada · |  |

| 31 gener 1909 | Català SC | 1 - 1 | FC Barcelona | Barcelona                            |  |
| Jornada 3     | Casellas  |       | Bru          | Velòdrom de la Bonanova · Castillo · |  |

| 7 febrer 1909 | FC España | 2 - 2 | FC Barcelona       | Barcelona                        |  |
| Jornada 4     | Gol · Gol |       | Quirante · Wallace | Camp del carrer Entença · Reñé · |  |

| 14 febrer 1909 | AC Galeno | 1 - 3 | FC Barcelona            | Barcelona                          |  |
| Jornada 5      | Gol       |       | Forns · Wallace · Peris | Camp del carrer Entença · Vinyes · |  |

| 7 març 1909 | FC Barcelona                 | 3 - 1 | CD Español | Barcelona                               |  |
| Jornada 7   | Romà Forns · Peris · Wallace |       | Grau       | Camp de l'Hospital Clínic · Degollada · |  |

| 14 març 1909 | FC Barcelona    | 2 - 2 | Català SC | Barcelona                                                      |  |
| Jornada 8    | Forns · Wallace |       | Casellas  | Camp del carrer Indústria · 2.000 espectadors · Ponz Junyent · |  |

| 21 març 1909 | FC Barcelona | no presentat | FC España | Barcelona                   |  |
| Jornada 9    |              |              |           | Camp del carrer Indústria · |  |

| 28 març 1909 | FC Barcelona               | 4 - 0 | AC Galeno | Barcelona                             |  |
| Jornada 10   | Wallace · White · Quirante |       |           | Camp del carrer Indústria · Flaquer · |  |

### Campionat d'Espanya
|  | Quarts de final               | Quarts de final               |                               |   | Semifinals | Semifinals |  |  | Final | Final |
|  |                               |                               |                               |   |            |            |  |  |       |       |
|  |                               |                               |                               |   |            |            |  |  |       |       |
|  |                               |                               |                               |   |            |            |  |  |       |       |
|  |                               |                               |                               |   |            |            |  |  |       |       |
|  | 5 d'abril – O'Donnell, Madrid |                               |                               |   |            |            |  |  |       |       |
|  |                               |                               |                               |   |            |            |  |  |       |       |
|  | Español de Madrid             | 3                             |                               |   |            |            |  |  |       |       |
|  | Español de Madrid             | 3                             |                               |   |            |            |  |  |       |       |
|  |                               |                               | FC Barcelona                  | 2 |            |            |  |  |       |       |
|  |                               |                               | FC Barcelona                  | 2 |            |            |  |  |       |       |
|  |                               |                               | 8 d'abril – O'Donnell, Madrid |   |            |            |  |  |       |       |
|  |                               |                               |                               |   |            |            |  |  |       |       |
|  | Español de Madrid             | 1                             |                               |   |            |            |  |  |       |       |
|  | Español de Madrid             | 1                             | 4 d'abril – O'Donnell, Madrid |   |            |            |  |  |       |       |
|  |                               | Club Ciclista                 | 3                             |   |            |            |  |  |       |       |
|  | Club Ciclista                 | Club Ciclista                 | 3                             | 4 |            |            |  |  |       |       |
|  | Club Ciclista                 | 6 d'abril – O'Donnell, Madrid |                               | 4 |            |            |  |  |       |       |
|  | Athletic de Bilbao            | 2                             |                               |   |            |            |  |  |       |       |
|  | Athletic de Bilbao            | 2                             | Club Ciclista                 | 2 |            |            |  |  |       |       |
|  |                               |                               | Club Ciclista                 | 2 |            |            |  |  |       |       |
|  |                               |                               | Galicia FC                    | 0 |            |            |  |  |       |       |
|  |                               |                               | Galicia FC                    | 0 |            |            |  |  |       |       |
|  |                               |                               |                               |   |            |            |  |  |       |       |
|  |                               |                               |                               |   |            |            |  |  |       |       |
|  |                               |                               |                               |   |            |            |  |  |       |       |

| 5 abril 1909 | Club Español de Madrid | 3 - 2 | FC Barcelona    | Madrid                                            |  |
| Semifinals   | Neyra                  |       | Forns · Wallace | Campo de O'Donell · 8.000 espectadors · Montojo · |  |